# ジイソプロピルエーテル
ジイソプロピルエーテル(Diisopropyl ether)は二級のエーテルで溶媒としても利用される有機化合物である。ジイソプロピルエーテルは無色でわずかに水に溶け、多くの有機溶媒とは均一に混和する液体である。ジイソプロピルエーテルはガソリンの添加剤（助撚剤）としても利用される。

## 安全性
ジイソプロピルエーテルは空気中で長期間(年単位)で放置すると爆発性のペルオキシドを生成する性質を持つ。その為、メチルターシャリーブチルエーテルがジイソプロピルエーテルの代替物としてしばしば利用される。消防法に定める第4類危険物 第1石油類に該当する。